# ایوان نوئل دوگرتی
ایوان نوئل دوگرتی (انگلیسی: Ivan Dougherty; ۶ آوریل ۱۹۰۷ – ۴ مارس ۱۹۹۸) فرد نظامی اهل استرالیا بود. وی همچنین برندهٔ جوایزی همچون شوالیه (عنوان) شده‌است.